# Travis Browne
Travis Kuualiialoha Browne (Oahu, Hawái; 17 de julio de 1982) es un artista marcial mixto estadounidense que actualmente compite en la categoría de peso pesado en Ultimate Fighting Championship.

## Carrera en artes marciales mixtas
Browne comenzó su carrera profesional de MMA en 2009, combatiendo en las organizaciones más pequeñas, como Bellator MMA, Gladiator Challenge y King of the Cage. Rápidamente se acumuló una racha invicta ganadora de 9-0, incluyendo dos victorias por nocaut consecutivas, en menos de 10 segundos, uno de los cuales era el competidor de TUF 10 Abe Wagner.

### Ultimate Fighting Championship
En marzo de 2010, se anunció que Browne había firmado con la UFC. Hizo su debut en The Ultimate Fighter 11 Finale contra James McSweeney, Browne ganó la pelea por nocaut técnico en 4:32 de la primera ronda.
Browne se enfrentó con el veterano de UFC Cheick Kongo en UFC 120. En la tercera y última ronda, Kongo fue penalizado con una deducción de puntos por agarrar y sostener repetidamente los pantalones de Browne. La pelea finalmente quedó en empate unánime.
El 28 de mayo de 2011, Browne se enfrentó a Stefan Struve en UFC 130. Browne ganó la pelea por nocaut en la primera ronda, ganando el premio al KO de la Noche.
Browne peleó con Rob Broughton el 24 de septiembre de 2011 en UFC 135, donde ganó por decisión unánime.
El 21 de abril de 2012, Browne se enfrentó a Chad Griggs en UFC 145. Browne derrotó a Griggs por sumisión en la primera ronda, ganando así el premio a la Sumisión de la Noche.
Browne esperaba pelear contra Ben Rothwell en UFC on Fox 4 el 4 de agosto de 2012. Sin embargo, Rothwell se vio obligado a retirarse de la pelea debido a una lesión.
El 5 de octubre de 2012, Browne se enfrentó a Antônio Silva en el evento principal de UFC on FX 5. Browne perdió la pelea por nocaut técnico en la primera ronda.
Browne se enfrentó a Gabriel Gonzaga el 13 de abril de 2013 en The Ultimate Fighter 17 Finale. Browne ganó la pelea por nocaut en la primera ronda, ganando así el premio al KO de la Noche.
Browne se enfrentó a Alistair Overeem el 17 de agosto de 2013 en UFC Fight Night 26. Browne ganó la pelea a través de una patada frontal seguido de golpes. La actuación le llevó a ganar el premio al KO de la Noche.
El 28 de diciembre de 2013, Browne se enfrentó a Josh Barnett en UFC 168. Browne ganó la pelea por nocaut en la primera ronda, ganando así su tercer premio consecutivo al KO de la Noche.
Browne se enfrentó a Fabrício Werdum el 19 de abril de 2014 en UFC on Fox 11 por el aspirante No.1 al título. Browne perdió la pelea por decisión unánime.
El 6 de diciembre de 2014, Browne se enfrentó a Brendan Schaub en UFC 181. Browne ganó la pelea por nocaut técnico en la primera ronda.
El 23 de mayo de 2015, Browne se enfrentó a Andrei Arlovski en UFC 187. Browne perdió la pelea por nocaut técnico en la primera ronda.
Browne se enfrentó a Matt Mitrione el 17 de enero de 2016 en UFC Fight Night 81. Browne ganó la pelea por nocaut técnico en la tercera ronda. Sin embargo, este triunfo fue polémico, ya que Mitrione sufre múltiples pellizcos de Browne durante toda la pelea, lo que hace que Mitrione tenga un ojo lesionado.
Browne se enfrentó luego a Caín Velásquez el 9 de julio de 2016 en UFC 200. Perdió la pelea por TKO en los segundos finales de la primera ronda.
Browne enfrentó Fabrício Werdum en una revancha el 10 de septiembre de 2016 en UFC 203. Perdió la pelea por decisión unánime.
El 19 de febrero de 2017 se enfrentó a Derrick Lewis en UFC Fight Night: Lewis vs Browne. Perdió la pelea por TKO en la segunda ronda.

## Vida personal
Browne tiene dos hijos de su primer matrimonio, Kaleo y Keawe. Tiene una relación con la excampeona de lucha Ronda Rousey desde 2015. El 20 de abril de 2017 Browne y Rousey anunciaron su compromiso. Browne le propuso matrimonio a Rousey bajo una cascada en Nueva Zelanda. Se casaron el 28 de agosto de 2017 en Hawái. En abril de 2021, Browne y Rousey anunciaron que estaban esperando un hijo. El 27 de septiembre de 2021 anunciaron el nacimiento de su hija, La’akea Makalapuaokalanipō Browne.

## Campeonatos y logros
- Ultimate Fighting Championship
  - KO de la Noche (Cuatro veces)
  - Sumisión de la Noche (Una vez)
  - Pelea de la Noche (Una vez)

- Victory Fighting Championship
  - Campeón de Peso Pesado (Una vez)

- Gladiator Challenge
  - Campeón de Peso Pesado (Una vez)

## Récord en artes marciales mixtas
| Récord profesional | Récord profesional | Récord profesional |
| 26 peleas          | 18 victorias       | 7 derrotas         |
| ------------------ | ------------------ | ------------------ |
| Nocaut             | 14                 | 4                  |
| Sumisión           | 2                  | 1                  |
| Decisión           | 2                  | 2                  |
| Sin resultado      | 1                  | 1                  |

| Resultado | Récord | Oponente          | Método                        | Evento                              | Fecha                    | Ronda | Tiempo | Localización               | Notas                                                                    |
| --------- | ------ | ----------------- | ----------------------------- | ----------------------------------- | ------------------------ | ----- | ------ | -------------------------- | ------------------------------------------------------------------------ |
| Derrota   | 18–7–1 | Oleksiy Oliynyk   | Sumisión (rear-naked choke)   | UFC 213                             | 8 de julio de 2017       | 2     | 3:44   | Las Vegas, Nevada          |                                                                          |
| Derrota   | 18–6–1 | Derrick Lewis     | KO (golpes)                   | UFC Fight Night: Lewis vs. Browne   | 19 de febrero de 2017    | 2     | 3:12   | Halifax, Nueva Escocia     | Pelea de la Noche.                                                       |
| Derrota   | 18–5–1 | Fabricio Werdum   | Decisión (unánime)            | UFC 203                             | 10 de septiembre de 2016 | 3     | 5:00   | Cleveland, Ohio            |                                                                          |
| Derrota   | 18–4–1 | Caín Velásquez    | TKO (golpes)                  | UFC 200                             | 9 de julio de 2016       | 1     | 4:57   | Las Vegas, Nevada          |                                                                          |
| Victoria  | 18–3–1 | Matt Mitrione     | TKO (golpes)                  | UFC Fight Night: Dillashaw vs. Cruz | 17 de enero de 2016      | 3     | 4:09   | Boston, Massachusetts      |                                                                          |
| Derrota   | 17–3–1 | Andrei Arlovski   | TKO (golpes)                  | UFC 187                             | 23 de mayo de 2015       | 1     | 4:41   | Las Vegas, Nevada          | Pelea de la Noche.                                                       |
| Victoria  | 17–2–1 | Brendan Schaub    | TKO (golpes)                  | UFC 181                             | 6 de diciembre de 2014   | 1     | 4:50   | Las Vegas, Nevada          |                                                                          |
| Derrota   | 16–2–1 | Fabrício Werdum   | Decisión (unánime)            | UFC on Fox: Werdum vs. Browne       | 19 de abril de 2014      | 5     | 5:00   | Orlando, Florida           | Eliminatoria por el título.                                              |
| Victoria  | 16–1–1 | Josh Barnett      | KO (codazos)                  | UFC 168                             | 28 de diciembre de 2013  | 1     | 1:00   | Las Vegas, Nevada          | KO de la Noche.                                                          |
| Victoria  | 15–1–1 | Alistair Overeem  | KO (patada frontal y golpes)  | UFC Fight Night: Shogun vs. Sonnen  | 17 de agosto de 2013     | 1     | 4:08   | Boston, Massachusetts      | KO de la Noche.                                                          |
| Victoria  | 14–1–1 | Gabriel Gonzaga   | KO (codazos)                  | The Ultimate Fighter 17 Finale      | 13 de abril de 2013      | 1     | 1:11   | Las Vegas, Nevada          | KO de la Noche.                                                          |
| Derrota   | 13–1–1 | Antônio Silva     | TKO (golpes)                  | UFC on FX: Browne vs. Bigfoot       | 5 de octubre de 2012     | 1     | 3:27   | Minneapolis, Minnesota     |                                                                          |
| Victoria  | 13–0–1 | Chad Griggs       | Sumisión (arm-triangle choke) | UFC 145                             | 21 de abril de 2012      | 1     | 2:29   | Atlanta, Georgia           | Sumisión de la Noche.                                                    |
| Victoria  | 12–0–1 | Rob Broughton     | Decisión (unánime)            | UFC 135                             | 24 de septiembre de 2011 | 3     | 5:00   | Denver, Colorado           |                                                                          |
| Victoria  | 11–0–1 | Stefan Struve     | KO (golpe superman)           | UFC 130                             | 28 de mayo de 2011       | 1     | 4:11   | Las Vegas, Nevada          | KO de la Noche.                                                          |
| Empate    | 10–0–1 | Cheick Kongo      | Empate (unánime)              | UFC 120                             | 16 de octubre de 2010    | 3     | 5:00   | Londres                    | Kongo fue penalizado con un punto por sostener los pantalones de Browne. |
| Victoria  | 10–0   | James McSweeney   | TKO (golpes)                  | The Ultimate Fighter 11 Finale      | 19 de junio de 2010      | 1     | 4:32   | Las Vegas, Nevada          |                                                                          |
| Victoria  | 9–0    | Aaron Brink       | KO (golpes)                   | Gladiator Challenge: Vision Quest   | 21 de febrero de 2010    | 1     | 0:35   | San Jacinto, California    | Ganó el Campeonato de Peso Pesado de Gladiator Challenge.                |
| Victoria  | 8–0    | Abe Wagner        | TKO (golpes)                  | VFC 30: Night of Champions          | 5 de febrero de 2010     | 1     | 0:08   | Council Bluffs, Iowa       | Ganó el Campeonato de Peso Pesado de VFC.                                |
| Victoria  | 7–0    | Brian Campbell    | KO (patada a la cabeza)       | Gladiator Challenge: Never Quit     | 8 de noviembre de 2009   | 1     | 0:09   | San Jacinto, California    |                                                                          |
| Victoria  | 6–0    | Matt Anderson     | TKO (golpes)                  | Gladiator Challenge: High Impact    | 23 de julio de 2009      | 2     | 0:49   | San Jacinto, California    |                                                                          |
| Victoria  | 5–0    | Mychal Clark      | Decisión (unánime)            | Bellator 10                         | 5 de junio de 2009       | 3     | 5:00   | Ontario, California        |                                                                          |
| Victoria  | 4–0    | Sergio Calderón   | KO (golpes)                   | Gladiator Challenge: Venom          | 23 de abril de 2009      | 1     | 1:53   | Pauma Valley               |                                                                          |
| Victoria  | 3–0    | Tom Lozano        | Sumisión (armbar)             | Espartan Fighting 9                 | 14 de marzo de 2009      | 1     | 0:55   | Puerto Escondido           |                                                                          |
| Victoria  | 2–0    | Michael Westbrook | TKO (golpes)                  | King of the Cage: Immortal          | 27 de febrero de 2009    | 3     | 1:22   | San Bernardino, California |                                                                          |
| Victoria  | 1–0    | Evan Langford     | TKO (golpes)                  | Cage of Fire 15                     | 7 de febrero de 2009     | 1     | 0:43   | Tijuana                    |                                                                          |